# Lucia Kimani

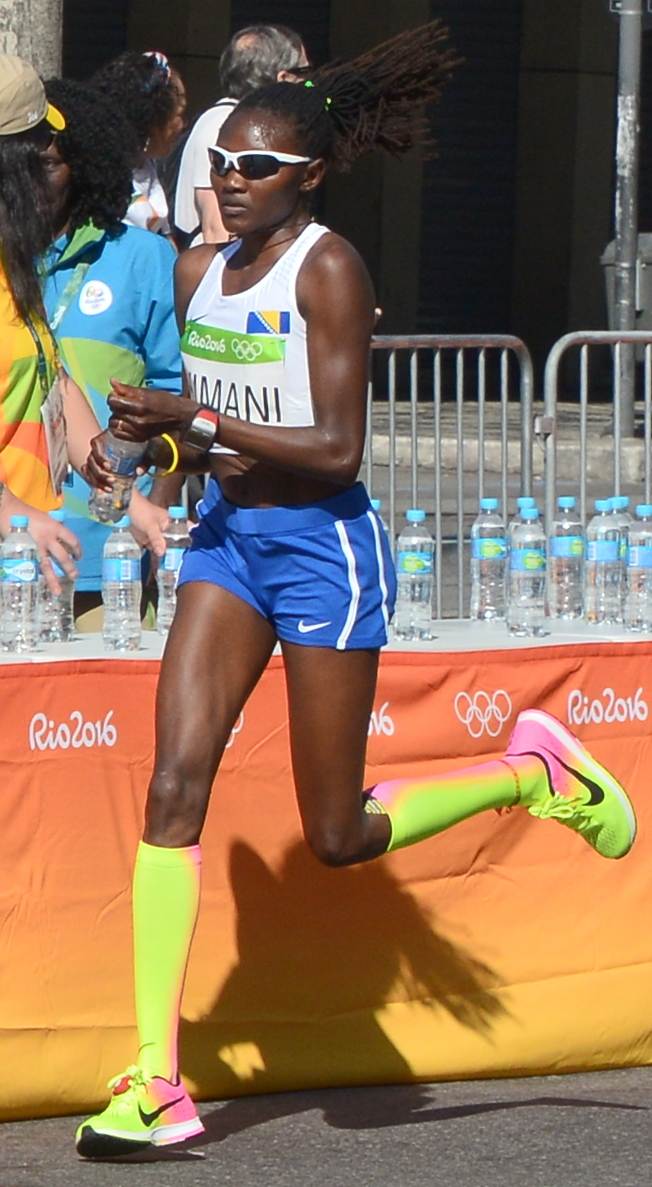
Lucia Kimani 2016 bei den Olympischen Spielen in Rio

Lucia Kimani (amtlich Lucija Kimani Mwahiki-Marčetić; * 21. Juni 1980 in Kajiado, Kenia) ist eine bosnische Langstreckenläuferin kenianischer Herkunft.
2004 wurde sie Zweite beim Salzburg-Marathon und im Jahr darauf gewann sie dieses Rennen.
2007 wurde sie, nun für Bosnien, das Land ihres Ehemanns, startend, beim Vienna City Marathon Vierte mit dem Landesrekord von 2:38:21 h. Zwei weitere nationale Rekorde erzielte sie in diesem Jahr als Dritte des Vidovdan-Laufs im 10-km-Straßenlauf (33:41 min) und im Halbmarathon (1:12:55 h) als 36. bei den Straßenlauf-Weltmeisterschaften 2007.
2008 verbesserte sie ihren Marathon-Rekord als Zehnte des Dubai-Marathons auf 2:37:37 h, stellte am 12. April in Istanbul mit 34:03,23 min einen Landesrekord im 10.000-Meter-Lauf auf und verbesserte als Zweite des Vidovdan-Laufs ihren 10-km-Rekord auf 33:13 min. Beim Marathon der Olympischen Spiele in Peking kam sie auf Platz 42 und erzielte erneut mit 2:35:47 h einen Landesrekord.
2009 wurde sie Sechste beim Daegu- und Vierte beim Podgorica-Marathon. Außerdem gelang ihr als Lokalmatadorin endlich ein Sieg beim Vidovdan-Lauf in 33:28 min.
Lucia Kimani heiratete 2004 den Bosnier Siniša Marčetić und zog mit diesem 2005 nach Bosnien-Herzegowina. Das Ehepaar lebt seitdem in Banja Luka.